# Station Koude Haard
Het station Koude Haard is een voormalige spoorweghalte langs spoorlijn 53 (Schellebelle-Mechelen-Leuven) in Koude Haard, een wijk van de Oost-Vlaamse gemeente Buggenhout op ongeveer 500 meter van het huidige station Buggenhout.
0,0: Schellebelle ·
2,8: Wichelen ·
5,8: Schoonaarde ·
9,7: Oudegem ·
12,5: Dendermonde ·
16,2: Baasrode-Zuid ·
18,2: Koude Haard ·
19,6: Buggenhout ·
21,6: Malderen ·
23,3: Molenheide ·
26,4: Londerzeel ·
28,2: Londerzeel-Oost ·
29,0: Ramsdonk ·
31,0: Kapelle-op-den-Bos ·
34,9: Heike ·
36,6: Hombeek ·
38,8: Brusselsesteenweg ·
39,6: Mechelen ·
42,6: Muizen ·
44,5: Hever ·
46,2: Biststraat ·
48,1: Boortmeerbeek ·
51,4: Haacht ·
52,5: Wespelaar-Heike ·
53,4: Wespelaar-Tildonk ·
55,8: Hambos ·
58,3: Wakkerzeelsesteenweg ·
59,4: Wijgmaal ·
64,1: Leuven